# Virtual Soccer
Virtual Soccer, i Japan känt som J.League Super Soccer (Jリーグスーパーサッカー?) - är ett fotbollsspel från 1994, utgivet av Hudson Soft.

## Handling
Den japanska versionen innehåller de klubbar som spelade I J. League 1994, medan den europeiska versionen innehåller landslag. Man kan välja om man vill se planen ur ett vänster-högerperspektiv eller ett upp-ner-perspektiv. Kan man även reglera vindarnas riktning, väderleksförhållanden, planförhållanden och spelarnas hastighet.

### Fotnoter
1. 1 2 3 4  J.League Super Soccer / Virtual Soccer på Mobygames
2. 1 2 3 4  J.League Super Soccer / Virtual Soccer på Gamefaqs
3. 1 2  J.League Super Soccer / Virtual Soccer på Game Kult
4. ↑  Soundtrack information på SNES Music